# Крешимир Баранович
Крешимир Баранович (хорв. Krešimir Baranović; 25 серпня 1894, Шибеник — 17 вересня 1975, Белград) — хорватський композитор диригент і педагог, розквіт діяльності якого прийшовся на Міжвоєнний час.

## Біографія
Музиці навчався у Загребі у Д. Кайзера (фортепіано, теорія музики), у школі Музичного товариства, у 1912—14 у Музичній академії у Відні. 
В 1915—27 — диригент Загребської опери. У 1927—29 виступав як диригент у Белграді; 1928 взяв участь у гастрольному турне по європейських країнах з балетною трупою Анни Павлової. 
У 1929—43 роках — директор Національної опери у Загребі, у 1943—46 році — керівник оркестру радіо і диригент оперного театру у Братиславі (тоді Чехословаччина). У 1946—62 роках — диригент Національної опери, у 1951—61 роках — директор Белградської філармонії і професор Музичної академії у Белграді. 
У своїй творчості Барановича спирався на музичний фольклор Хорватського Загір'я. Мелодійне обдарування, майстерне володіння оркестровою палітрою особливо проявлялися у його балетній музиці, позначеної національним колоритом. Балет Барановича «Пряникове серце» поклав початок національному балетному театру.

## Твори

### Вокальні твори
- Z mojih bregov (Фран Ґалович) для оркестру (1927)
- Moj grad (Вінко Николич) для хору та оркестру (1943)
- Iz osame (Крешимир Баранович) для голосу та оркестру (1944)
- Pan (Мирослав Крлежа), симфонічна пісня для декламатора, соліста, змішаного хору та оркестру (1957)
- Goran (Іван Ковачич), кантата для декламатора, соліста та оркестру (1960)
- Oblaci (Добриця Цежарич) для мецо-сопрано та оркестру (1963)
- Šume, šume (на основі хорватської народної пісні), кантата для змішаного хору та оркестру (1967)
- Na moru (Ґустав Крклеч) для баритону та оркестру (1973)

### Театральні постановки
- «Пряникове серце» (Licitarsko srce) (Krešimir Baranović), балет (1924, Загреб)
- «Квіти маленької Іди» (Cvijeće male Ide) (Margareta Froman, за твором Ганса Християна Андерсена), балет (1925, Загреб)
- «Стрижено-скошено» (Striženo-košeno) (Gustav Krklec), комічна опера (1932, Загреб)
- «Імбрек з носом» (Imbrek z nosom) (Krešimir Baranović), балет (1935, Загреб)
- «Наречена з Цетинграда» (Nevjesta od Cetinjgrada) (Marko Fotez, за твором Turci idu Августа Шеноа), комічна опера (1942; 1951, Белград)
- «Китайська притча» (Kineska priča) (Dimitrije Parlić, prema Der Kreidekreis Klabunda), балет (1955, Белград)
- сценічна музика для Tirena (Marin Držić), Dundo Maroje (Marin Držić), Antigona (Софокл) i Henri IV. (Шекспір)

### Інструментальні твори
- концертна увертюра (1916)
- симфонічне скерцо (1921)
- Svatovac для оркестру (1922)
- gudački kvartet (1924)
- «Балканська поема» (Poème balkanique) для оркестру (1926)
- сюїта з балету «Пряникове серце» для оркестру (1927)
- симфонієта в мі-бемоль мажор (1939)
- «Пісня гусляра» (Pjesma guslara), рапсодія для оркестру (1945)
- симфонієта для струнного оркестру (1952)
- концерт для валторни з оркестром (1973)

## Нагороди
- 1960.: Жовтнева нагорода міста Белграда за кантату Ґоран[3]
- 1962.: Медаль 7 липня[3]
- 1971.: Медаль AVNOJ[4]
- Орден Рад
- Орден за заслуги